# Институт проблем криобиологии и криомедицины
Институт проблем криобиологии и криомедицины Национальной академии наук Украины — научно-исследовательский институт, занимающийся исследованиями устойчивости биологических объектов к холоду, разработкой технологий криоконсервирования биологических объектов и технических средств их реализации.

## Директор института
Доктор биологических наук, профессор Петренко Александр Юрьевич

## Общие сведения
Институт был создан в 1972 году на базе двух лабораторий Физико-технического института низких температур Академии наук УССР и проблемной научно-исследовательской лаборатории низкотемпературного консервирования костного мозга и крови Харьковского института усовершенствования врачей.
С 1983 по 2011 гг. директором был выдающийся акушер-гинеколог, академик НАН Украины, доктор медицинских наук, профессор Грищенко, Валентин Иванович.
Со времени своего основания институт активно сотрудничает со многими научными зарубежными партнёрами из таких стран как Болгария, США, Израиль, Великобритания, Бельгия, Германия, Япония и других.
На данный момент структура института состоит из 16 научных отделов, где работают 18 докторов наук и 116 кандидатов наук.

## Научные отделы

#### Криобиофизики
Организован в 1976 году на базе физико-технической лаборатории института. Занимается изучением молекулярных механизмов криоповреждения и криозащиты биологических систем различного уровня организации.

#### Биохимии холодовой адаптации
Организован в 1989 году. Занимается изучением молекулярных механизмов зимней спячки, а также изучением биомолекул-адаптогенов клеток пойкилотермных и гетеротермных животных к охлаждению.

#### Криофизиологии клетки
Главным направлением исследований является изучение механизмов холодового и осмотического шока клеток.

#### Криобиологии системы репродукции
Создан в 1984 году. Задачами отдела в фундаментальном аспекте являются изучение механизмов действия факторов криоконсервирования на гаметы, эмбрионы, овариальную и тестикулярную ткани, плодовые и эмбриональные клетки и ткани человека и животных.

#### Низкотемпературного консервирования
Основными направлениями работы отдела являются фундаментальные теоретические исследования причин и механизмов криоповреждения и криозащиты на клеточном уровне.

#### Криофизиологии
Занимается изучением реакций центральной нервной и сердечно-сосудистой систем в ответ на охлаждения — различные режимы краниоцеребральной гипотермии, ритмические холодовые воздействия, искусственные и естественные гипометаболпческие состояния (гипобиоз, гибернация, сон), общее охлаждение организма и экстремальная криотерапия.

#### Криобиохимии и фармакологии НГС
Занимается разработкой методов долгосрочного хранения трансплантационного материала. Результатом труда стало создание низкотемпературного банка органных культур адренокортикальной ткани, органных культур щитовидной железы, семенников.

#### Экспериментальной криомедициныАрхивная копияот 20 ноября 2021 наWayback Machine
Основан в 1972 г. Занимается исследованиями применения криохирургии в разных областях экспериментальной и клинической медицины.

#### Криопатофизиологии и криоиммунологии
Отдел создан в 1993 г. Основным направлением исследований является изучение патогенетических основ развития аутоиммунных заболеваний, а также изучение механизмов иммунокорригирующего эффекта криоконсервированных продуктов фетоплацентарного комплекса — ПФПК (фетальные нервные клетки, клетки фетальной печени, плацента и др.) разных сроков гестации с целью обоснования возможности их применения при лечении патологий аутоиммунного генеза.

#### Криоморфологии
Старейший отдел, стоявший у истоков основания института.
Многие годы основным направлением научных исследований отдела является изучение адаптационно-регенераторных способностей клеток и тканей после холодового воздействия, а также в условиях естественного и искусственного анабиоза.

#### Криоцитологии и количественной морфолгии
Основан в 1993 году. Основное направление — изучение молекулярных механизмов структурно-функциональных изменений клеток кордовой крови, в том числе и стволовых гемопоэтических, а также модификаций плазматической мембраны эритроцитов кордовой и донорской крови человека, которые лежат в основе криочувствительности и криорезистентности клеток, под влиянием криопротекторов различного механизма действия и низких температур; разработка новых технологий криоконсервирования клеток кордовой крови.

#### Криопротекторов
Основное направление — изучение криопротекторов, поиск, прогнозирование и создание новых криозащитных соединений.

#### Криобиохимии
Основан в 1972 году. Занимается изучением в системах in vitro и in vivo биологических свойств и репаративного потенциала стволовых клеток.

#### Долгосрочного хранения биологических объектов при низких температурах
Создан в 1999 году. Занимается изучением сохранности жизнеспособности и свойств биологических объектов различного уровня организации (микроорганизмы, клетки эукариот) после лиофилизации, криоконсервирования и в процессе долгосрочного хранения при низких температурах, поддержанием низкотемпературного банка промышленных штаммов микроорганизмов и созданием электронной версии журнала учета микроорганизмов, хранящихся в низкотемпературном банке института и т.п

#### Низкотемпературный банк биологических объектов
Является важнейшим структурным подразделением института. Базой для создания НТББО послужил «минибанк» Проблемной лаборатории Физико-технического института низких температур.
Основными направлениями работы отдела являются:
- разработка технологий криоконсервации биологического материала: оптимизация программ замораживания-отогрева, подбор криозащитных сред и адекватной низкотемпературной тары;
- исследование влияния условий и длительности хранения на сохранность биообъектов при долгосрочном низкотемпературном хранении;
- оптимизация условий и контроля хранения биологического материала в НТБ путём автоматизации скрининга температуры и уровня жидкого азота в хранилищах, создание систем предупредительной сигнализации;
- определение наиболее адекватных методов оценки и информативных параметров биологической полноценности криоконсервированного материала, который хранится в НТБ;
- оптимизация системы учета криоконсервированного биоматериала НТБ;
- верификация потенциала деконсервированных биообъектов в системах in vivo и in vitro.